# Иваськова, Ирина Викторовна
Иваськова Ирина Викторовна (род. 1981) — российский прозаик.

## Биография
Родилась 4 июня 1981 года в городе Красноярске. Окончила юридический факультет Красноярского государственного университета по специальности «юриспруденция».
Прозаик, член Союза писателей России, член экспертного отдела Совета молодых литераторов Союза писателей России.
Публиковалась в журналах «День и Ночь», «Сибирские огни», «Наш современник», «Север», «Подъём», «День литературы», сетевых литературных журналах «Формаслов», «Лиterraтура».
Автор серии книг для детей дошкольного и младшего школьного возраста «Здравствуй, Понедельник», «Тимоша и первоклассная бабушка», «Тимоша и поперечный день», вышедших в издательстве «Антология» (Санкт-Петербург).
Руководитель молодёжного литературного объединения «Авангард». Живёт в Анапе.

## Современники об Ирине Иваськовой
Николай Ивеншев: «В последние год-два я с таким интересом читал лишь короткие рассказы Габриеля Маркеса, тяжелую прозу Веры Галактионовой и повесть Ильи Бояшова „Кокон“. Это проза, благодаря которой читатель наполняется поэтическим чувством, каким вероятно, наполнялись люди 19 века, читая Афанасия Фета».
Андрей Тимофеев: «Ирина Иваськова — прозаик тонкий и чуткий. Рассказ „Время красных птиц“ на первый взгляд не претендует на достоверное описание реальности: окружающий мир преломлен здесь в призме „остранённого“ восприятия главного героя — мальчика, а черты других персонажей чрезмерно акцентированы. Но на деле это именно те черты, которые лучше всего характеризуют описываемых людей, и потому акцент и даже некая гипертрофированность не влекут за собой повреждения достоверности, а, скорее, позволяют наикратчайшим путем одолеть дорогу к правде, взять единственную точную ноту».
Александр Леонидов (прозаик, журналист, критик): «Иваськову не спутаешь ни с кем, потому что она работает в свойственной только ей мозаичной манере, складывая из обыденных элементов повествования нечто знаменательное и притчевое. Так из предельно узнаваемых и будничных кусочков реальности складывается шокирующий эффект общего восприятия».
Дарья Тоцкая: «Уже первые ее публикации заставили удивляться: как все ладно скроено и на своих местах, а «концы», по швейному сленгу, с изнанки оставлены — тонкая работа. Большое упущение для больших книжных премий — жаль, что до сих пор не приметили этот драгоценный камень в писательской marches aux puces. Бегло читающие назовут ее рассказы реалистичными, внимательно разбирающие найдут черты фантасмагории, сна и подсмотренного полонеза архетипов, а также следы выучки у раннего Достоевского, Набокова, Хемингуэя, Бунина, Тургенева, Петрушевской, Улицкой… Ее почерк слагается из аллитерации, емких эпитетов, размытия границ между рефлексией лирической героини и антагониста; малая форма стремится объять целую внутреннюю вселенную». 
Яна Сафронова (редактор отдела критики журнала «Наш современник»): «Иваськова знакома читателям по повести «Звезда сирень», опубликованной в №8 «Нашего современника» за 2018 год. Замечу, что способ организации текста вокруг ведущей метафоры становится для молодой писательницы привычным. В случае «Куриной слепоты» такой формирующий образ-сцепка – паутина, которую мать старательно заплетает вокруг любимой дочери: «…и колдовская сеть, бывшая поначалу не крепче марли, держала всё плотней. Продольные нити обычных дней переплетались с поперечными нитками выходных; вкруговую же мать укладывала свои, секретные, почти паутинные волоконца: щепотку сухой ромашки в чай, букву «К», вышитую на изнанке платьица, кубик сахара под подушку – для сладкого, сверкающего чистотою сна». 

## Награды и премии
- Гран-при I Всероссийского литературного фестиваля-конкурса «Поэзия русского слова» (2015);

- Лауреат литературного фестиваля-конкурса «Хрустальный родник» (2017);

- Участник шорт-листа литературной премии им. В. П. Астафьева (2017);

- Лауреат литературной премии «Справедливой России» (2020).